# Juiced: Eliminator
Juiced: Eliminator est un jeu vidéo de course sorti en 2006 sur PlayStation Portable.

## Système de jeu
Juiced: Eliminator place le joueur dans la peau d'un jeune coureur de rue avide d'expériences routières. Le jeu propose, entre autres, la modification mécanique des véhicules, leurs personnalisations esthétiques, ou encore la possibilité de les faire courir sur plusieurs types de courses et de tracés.

## Liste des véhicules
Il y a en tout 100 véhicules dans le jeu (dont 43 nouveaux).
- AC Cobra 427
- Acura Integra
- Acura NSX
- Acura RSX
- Cadillac CTS 3,2 V6
- Cadillac Escalade
- Chevrolet Camaro
- Chevrolet Camaro Z28
- Chevrolet Corvette C3
- Chevrolet Corvette C5
- Chrysler Crossfire SRT-6
- Chrysler PT Cruiser GT
- Chrysler 300C SRT-8
- Citroën BX GTI 20V Turbo
- Citroën C2 VTR
- Citroën C4 VTS Coupé
- Citroën Saxo VTS
- Citroën Xsara VTS Coupé
- Dodge Charger
- Dodge Neon
- Dodge SRT-4
- Dodge Viper GTS
- Fiat Coupé
- Fiat Punto 1.8 HGT
- Ford Falcon
- Ford Focus
- Ford Focus SVT
- Ford Mustang Fastback '67
- Ford Mustang GT '99
- Ford Mustang GT '05
- GMC Yukon Denali
- GMC Topkick 4500
- Holden Monaro CV8
- Honda Civic DX
- Honda Civic Type-R
- Honda Civic SI
- Honda CR-X
- Honda Integra Type-R '99
- Honda Integra Type-R '02
- Honda NSX
- Honda Prelude
- Honda S2000
- Hummer H2
- Hyundai Coupé
- Jeep Grand Cherokee 5,9 V8
- Jeep Grand Cherokee 4,7 V8
- Lexus IS300
- Lexus SC400
- Lincoln LS V8
- Lincoln Navigator
- Mazda MX-5
- Mazda RX-7
- Mazda RX-8
- Mercedes-Benz CLK AMG
- MG ZR
- MG ZS (2001)
- MG ZT
- Mini Cooper S R53
- Mitsubishi 3000-GT
- Mitsubishi Eclipse
- Mitsubishi FTO
- Mitsubishi Lancer Evolution VI
- Mitsubishi Lancer Evolution VIII
- Nissan 240SX (S13)
- Nissan 300ZX
- Nissan 350Z
- Nissan Silvia (S14)
- Nissan Silvia (S15)
- Nissan Skyline
- Peugeot 106
- Peugeot 206
- Peugeot 306 GTI-6
- Peugeot 307 XSI
- Peugeot 405 1,9 SRI
- Peugeot 406
- Peugeot 406 Coupé
- Pontiac Firebird
- Pontiac GTO
- Range Rover Sport
- Renault Clio II
- Renault Clio II V6
- Renault Mégane RS 2
- Scion tC
- Seat Ibiza Cupra
- Subaru Impreza
- Subaru Impreza 22B-STI
- Toyota Celica SS-I
- Toyota Celica SS-II
- Toyota Corolla 1.6
- Toyota MR-S
- Toyota MR2
- Toyota Supra
- Vauxhall Corsa SRI 1.8l 16V
- Vauxhall Astra SRI 2.0L
- Vauxhall Astra GSI
- Volkswagen Corrado VR6
- Volkswagen Golf IV
- Volkswagen New Beetle 1.8T